# Frank Baumgartl
Frank Baumgartl (Bad Schlema, República Democrática Alemana, 29 de mayo de 1955-26 de agosto de 2010) fue un atleta alemán, especializado en la prueba de 3000 m obstáculos en la que llegó a ser medallista de bronce olímpico en 1976.

## Carrera deportiva
En los JJ. OO. de Montreal 1976 ganó la medalla de bronce en los 3000 m obstáculos, con un tiempo de 8:10.36 segundos, llegando a meta tras el sueco Anders Gärderud (oro con 8:08.02 segundos que fue récord del mundo) y el Bronisław Malinowski.